# Dom Lorejusza Tyburtynusa

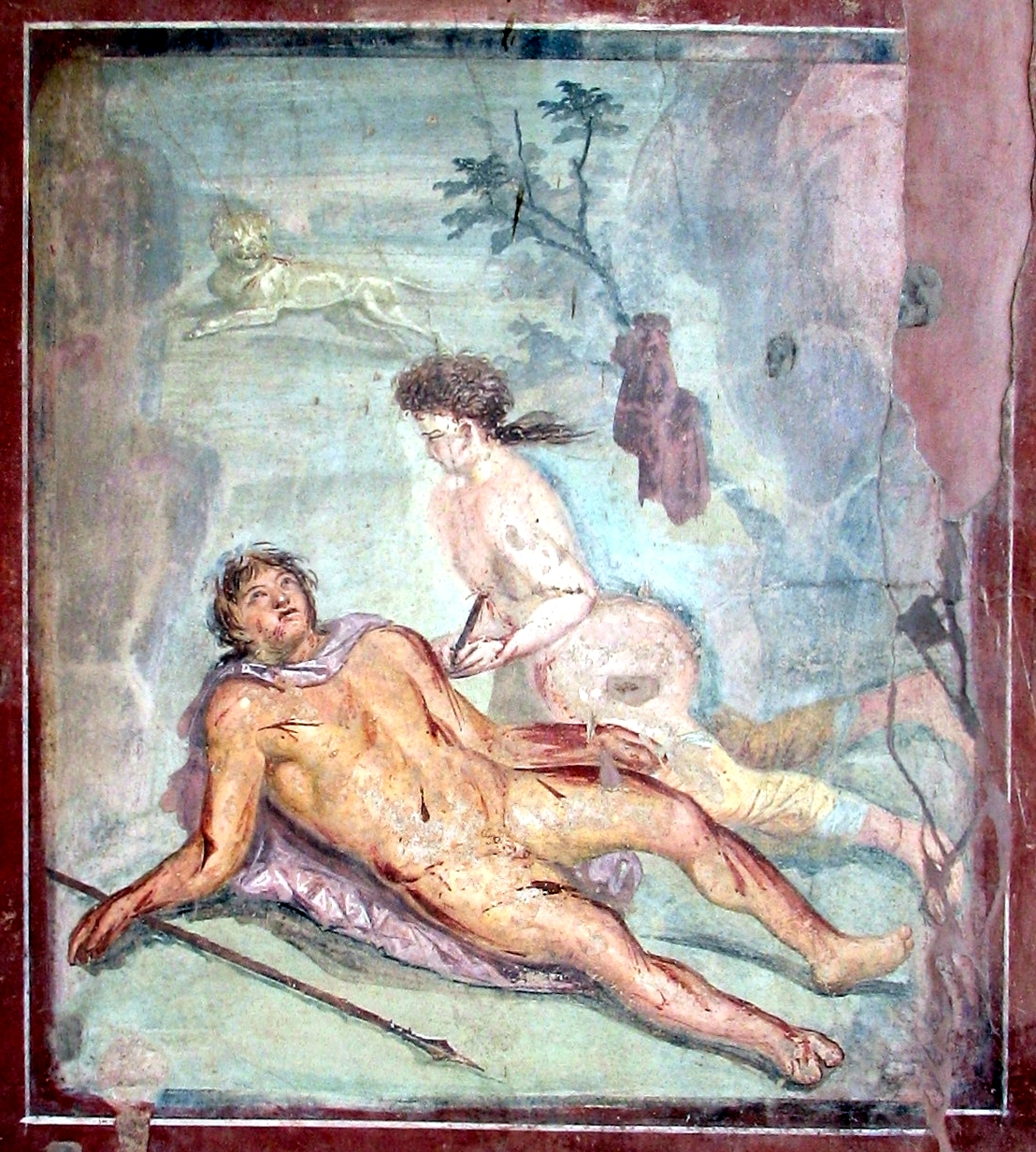
Fresk przedstawiający Tysbe nad zwłokami Pyrama, ozdabiający ścianę przy fontannie w pergoli

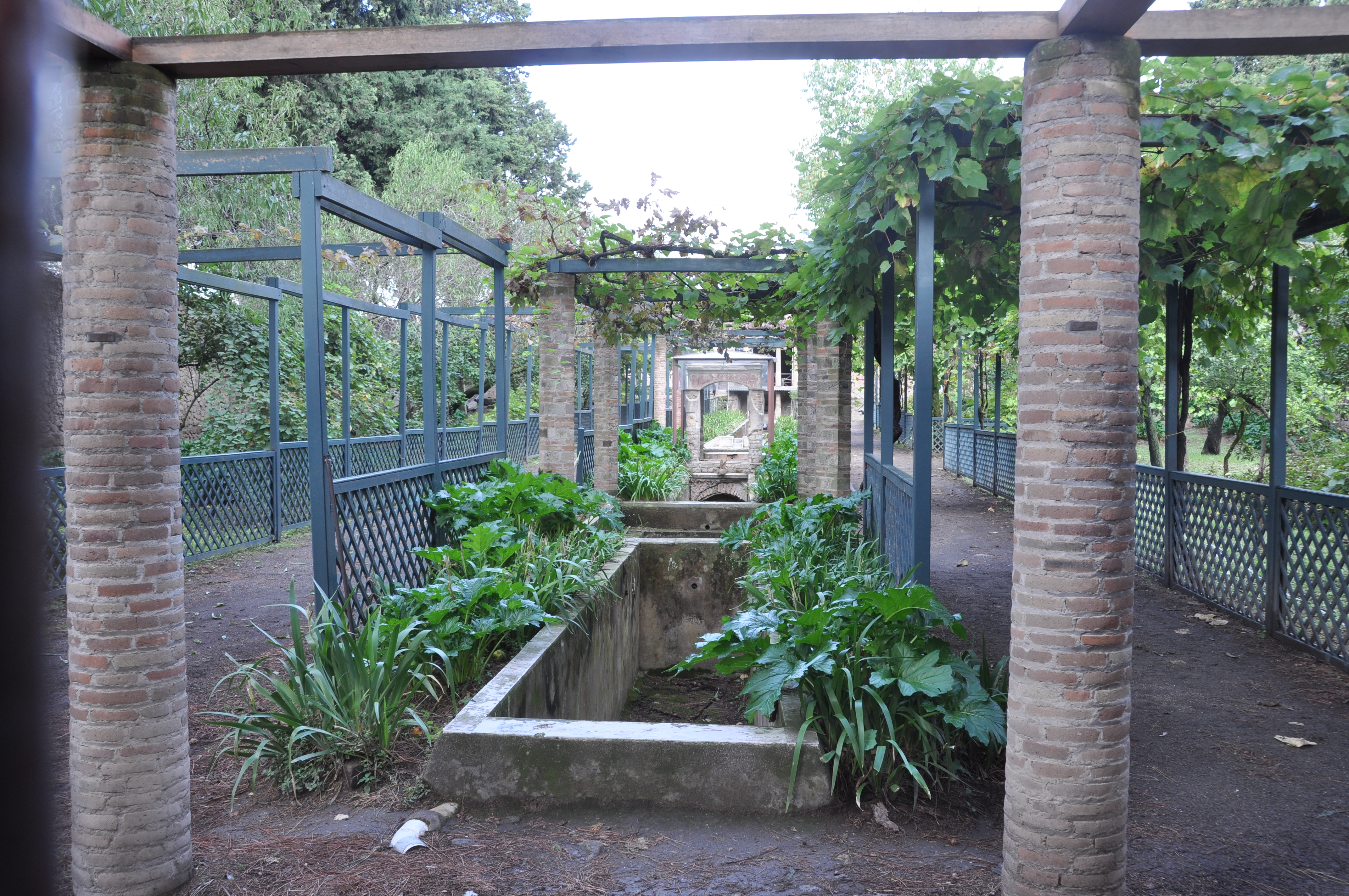
Widok na przydomowy ogród

Dom Lorejusza Tyburtynusa – ruiny jednego ze starożytnych domus w Pompejach. Budynek zwraca uwagę swoim dosyć nietypowym rozplanowaniem oraz przyległym do niego wielkim ogrodem. Odkryty przez archeologa V. Spinazzolę dom należał do zamożnej rodziny rzymskiej. O statusie społecznym właścicieli świadczy potężne wejście ze znajdującymi się przed nim dwiema ławami dla petentów. Po obydwu jego stronach ulokowano sklepy połączone przejściami z wnętrzem domu. Na wyższym piętrze nad pomieszczeniami sklepowymi znajdują się głębokie loggie, przez co front domu przypomina swoim wyglądem ateńskie Propyleje.
Bezpośrednio za wejściem znajduje się przestronne atrium, które pozostało niewykończone z powodu zniszczenia miasta przez wybuch Wezuwiusza w roku 79. Znajduje się w nim impluvium ozdobione dawniej trzema fontannami i otoczone żardinierami. Po prawej stronie atrium znajdowały się bogato zdobione freskami komnaty, których charakterystyczną cechą są namalowane na ścianie okna z widokami na fikcyjne pejzaże oraz tonda z postaciami ludzkimi. Na lewo od atrium ulokowano piec do wypalania glinianych naczyń, spiżarnię, kuchnię i szalet. 
Tuż za atrium usytuowany jest perystyl, otoczony z prawej strony dwiema sypialniami z malowanymi na żółto ścianami oraz kapliczka ku czci Diany-Izydy. Kapliczka posiadała częściowo zachowany do dziś kasetonowy sufit. Jej front ozdobiono freskiem z wizerunkiem kąpiącej się Diany i pożeranego przez własne psy Aktejona. Na środkowej ścianie znajduje się nisza, w której dawniej znajdował się posążek bogini. Fresk na lewej ścianie przedstawia kapłana Izydy (być może właściciela domu), na prawej zaś personifikację lata. Na lewo od perystylu znajduje się triclinium, które ozdobiono freskami ze scenami z Iliady, zaś w górnym fryzie z mitu o Herkulesie.
Bezpośrednio za perystylem znajdowała się długa pergola z wodotryskami i rzeźbami, przecięta wzdłuż sztucznym stawem (w starożytności zarybionym). W głębi pergoli umieszczona jest fontanna w kształcie edikuli, z dwoma łożami biesiadnymi po bokach. Ściany wokół fontanny ozdobiono malowidłami z przedstawieniem Tysbe nad zwłokami Pyrama i Narcyza przeglądającego się w źródle. Pośrodku pergoli znajduje się kapliczka ku czci Diany z nimfeum. 
Na tyłach domu, za pergolą, znajdował się jeden z największych i najbogatszych ogrodów w Pompejach. Przecina go długi kanał, ozdobiony dawniej licznymi wodotryskami i posągami. Wzdłuż niego rosły pergole, za którymi ciągnęły się donice na sezonowe kwiaty. W połowie długości kanału znajduje się monumentalna fontanna i świątynka. Na tyłach ogrodu umiejscowiono wyjście na ulicę w formie prothyronu.
Charakterystyczną cechą rezydencji Lorejusza Tyburtynusa jest fakt, iż nie zajmowała całego kwartału. Na części działki, po lewej stronie wejścia, wybudowano przyległy doń tzw. dom Augustała. Nad jego bramą wejściową zachowała się płaskorzeźba, przedstawiająca wieniec z liści dębowych między dwiema gałązkami wawrzynu.